# Alexandr Brioukhankov
Alexandr Brioukhankov, né le 12 avril 1987 à Andropov, est un triathlète russe, quadruple champion de Russie (2009, 2011, 2012 et 2015).

## Biographie
Alexandr Brioukhankov fait partie de l'équipe nationale de Russie et participe depuis 2005 principalement aux compétitions de la Fédération internationale de triathlon. Plusieurs fois champion de Russie, il est qualifié pour les Jeux olympiques d'été de 2008 de Pékin ou il finit à la 24e place avec un temps de 1 h 51 min 22 s 059. Quatre ans plus tard, lors des Jeux olympiques d'été de 2012 à Londres, il obtient un diplôme olympique en prenant la 7e place de la compétition avec un temps de 1 h 47 min 35 s. 
Son frère Andreï Brioukhankov (en) est également triathlète professionnel.

## Palmarès
Le tableau présente les résultats les plus significatifs (podium) obtenus sur le circuit national et international de triathlon depuis 2009,.
| Année | Compétition                                        | Pays        | Position           | Temps           |
| ----- | -------------------------------------------------- | ----------- | ------------------ | --------------- |
| 2015  | Championnat de Russie                              | Russie      | Médaille d'or      | 1 h 47 min 18 s |
| 2014  | Coupe d'Europe - l'étape d'Antalya                 | Turquie     | Médaille d'or      | 1 h 46 min 44 s |
| 2013  | Championnats d'Europe de triathlon en relais mixte | Turquie     | Médaille d'or      | 1 h 32 min 25 s |
| 2012  | Championnat d'Europe                               | Israël      | Médaille d'argent  | 1 h 56 min 8 s  |
| 2012  | Championnat de Russie                              | Russie      | Médaille d'or      | Timing          |
| 2012  | WTS Madrid                                         | Espagne     | Médaille d'argent  | 1 h 52 min 28 s |
| 2012  | Championnats du monde de triathlon en relais mixte | Suède       | Médaille de bronze | 1 h 27 min 31 s |
| 2011  | Championnat de Russie                              | Russie      | Médaille d'or      | Timing          |
| 2011  | WTS Yokohama                                       | Japon       | Médaille d'argent  | 1 h 49 min 35 s |
| 2011  | WTS Londres                                        | Royaume-Uni | Médaille d'argent  | 1 h 50 min 34 s |
| 2011  | WTS Kitzbühel                                      | Autriche    | Médaille d'argent  | 1 h 49 min 33 s |
| 2011  | Coupe d'Europe - l'étape de Penza                  | Russie      | Médaille d'or      | 1 h 49 min 54 s |
| 2010  | WTS Sydney                                         | Australie   | Médaille d'argent  | 1 h 51 min 33 s |
| 2009  | Championnat d'Europe                               | Pays-Bas    | Médaille de bronze | 1 h 44 min 49 s |
| 2009  | WTS Hambourg                                       | Allemagne   | Médaille de bronze | 1 h 44 min 16 s |
| 2009  | Championnat de Russie                              | Russie      | Médaille d'or      | Timing          |